# Olav Engelbrektsson
Olav Engelbrektsson (provavelmente em Trondenes, 1480 - Lier, 7 de fevereiro de 1538) foi o último arcebispo católico romano de Nidaros antes da adoção da Reforma na Noruega.

## Biografia
Olav Engelbrektsson possivelmente era filho de Engelbrekt Gunnarsson e Jorunn. Ele obteve seu mestrado em Rostock em 1507, tornou-se reitor do capítulo da catedral de Nidaros em 1515. Foi confirmado arcebispo de Nidaros em 9 de dezembro de 1523 e ordenado em Roma pelo Papa Clemente VII.
Como arcebispo e presidente do Conselho do Reino (Riksråd), tentou preservar a Igreja norueguesa contra a Reforma e afirmar a independência norueguesa. Mesmo com a eleição de Frederico I em 1524, o arcebispo tentou impedir sua coroação. Ele desconfiava de Frederico, pois ele tinha boa vontade para com os pregadores protestantes, além de apresentar reivindicações financeiras contra a Igreja, chegando a confiscar as propriedades feudais dos bispos. Em 1529, Olav contatou o exilado Cristiano II e apoiou sua tentativa de reconquistar a Noruega em 1531.
Após a morte de Frederico I em 1533 e no período da guerra de sucessão (1534 a 1536), Olav retomou a luta pela independência da Noruega. Seu objetivo era conseguir uma Noruega independente sob o seu próprio rei católico, nomeadamente o genro de Cristiano II, Frederico do Palatinado. A maioria dos senhores dinamarqueses no Riksråd, por outro lado, favorecia o protestante Cristiano III, filho de Frederico I, como rei norueguês; este foi o pano de fundo para Olav ter ordenado a morte de Vincens Lunge e os outros presos durante uma reunião de negociação em Trondheim em janeiro de 1536. Em julho do mesmo ano, Cristiano III e o Conselho Nacional Dinamarquês adotaram formalmente a Reforma na Dinamarca e, em outubro, o rei proclamou sua própria carta de coroação na qual a Noruega foi transformada em uma província dinamarquesa. 
Olav não conseguiu organizar uma revolta e a ajuda prometida do imperador Carlos V também falhou. Em 1º de abril de 1537, ele teve que fugir da Noruega e morreu no ano seguinte em Lier, na Holanda (hoje Bélgica). Seu valioso arquivo foi transferido para a Noruega em 1830 e hoje é mantido no Arquivo Nacional.